# Зажжённый фонарь
«Зажжённый фонарь» — советский фильм 1983 года режиссёра Агасия Айвазяна.

## Сюжет
Фильм-биография о жизни известного художника-самоучки Вано Ходжабекяна из Тифлиса начала XX века.

## В ролях
- Владимир Кочарян[арм.] — Вано Ходжабекян
- Виолетта Геворкян — Вера, жена Вано
- Генрих Алавердян — Банкутузян
- Карл Мартиросян — Цакуле
- Абессалом Лория — Микиртум, фонарщик
- Леонард Саркисов — Гаспарелли
- и другие

## Критика
В картине четко определены два изобразительных ряда: конкретная жизнь художника, его быт; и жизнь, воспринимаемая его глазами, мир его полотен. В столкновении этого натурального и идеализированного мира точнее раскрывается и драматизм судьбы художника. … В контрастных сценах, посвященных жизни Ходжабекяна камера статична, цвет монохромен, движение как бы замерло в незаметном течении дней, зато совершенно иные световые решения, динамичный, острый ракурс ждут нас, когда камера показывает шумную, неумолкающую пульсацию жизни Тифлиса.— Кино Армении / Альберт Гаспарян. — Крон-пресс, 1994. — 415 с. — стр. 101—102

## Призы
- В 1987 году фильм участвовал вне конкурса на 37-м Берлинском кинофестивале и получил премию ФИПРЕССИ.